# Каолиново (община)
Каолиново (болг. Община Каолиново) — община в Болгарии. Входит в состав Шуменской области. Население составляет 21 463 человека (на 21.07.05 г.).

## Состав общины
В состав общины входят следующие населённые пункты:
1. Браничево
2. Гусла
3. Дойранци
4. Долина
5. Загориче
6. Каолиново
7. Климент
8. Лиси-Врых
9. Лятно
10. Наум
11. Омарчево
12. Пристое
13. Сини-Вир
14. Средковец
15. Тодор-Икономово
16. Тыкач